# ديبول (تكساس)
ديبول، تكساس

ديبول (بالإنجليزية: Diboll)‏ هي مدينة أمريكية تقع في ولاية تكساس.تبلغ مساحة هذه المدينة 12.5 (كم²)،ويبلغ عدد سكانها 4476 نسمة حسب إحصاء سنة 2010 م. تشير إحصاءات سنة 2000م بأن الكثافة السكانية في هذه المدينة تقدر بـ(440.9) نسمة/كم2.

## التركيبة السكانية
حدّد مكتب تعداد الولايات المتحدة بيانات التركيبة السكانية لديبول في تعداد الولايات المتحدة. في ما يلي، التركيبة السكانية حسب تعدادي 2000 و2010.

### تعداد عام 2000
بلغ عدد سكان ديبول 5,470 نسمة بحسب تعداد عام 2000، وبلغ عدد الأسر 1,424 أسرة وعدد العائلات 1,108 عائلة مقيمة في المدينة. في حين سجلت الكثافة السكانية 419.5 نسمة لكل كيلومتر مربع (1,086.5/ميل2). وبلغ عدد الوحدات السكنية 1,582 وحدة بمتوسط كثافة قدره 121.3 لكل كيلومتر مربع (314.2/ميل2).
وتوزع التركيب العرقي للمدينة بنسبة 53.67% من البيض و24.13% من الأمريكيين الأفارقة و0.53% من الأمريكيين الأصليين و0.05% من الأمريكيين ذوي الأصول الآسيوية و0.05% من سكان جزر المحيط الهادئ و19.40% من الأعراق الأخرى و2.16% من عرقين مختلطين أو أكثر و37.26% من الهسبانيون أو اللاتينيون من أي عرق.
بلغ عدد الأسر 1,424 أسرة كانت نسبة 50.8% منها لديها أطفال تحت سن الثامنة عشر تعيش معهم، وبلغت نسبة الأزواج القاطنين مع بعضهم البعض 54.4% من أصل المجموع الكلي للأسر، ونسبة 19.2% من الأسر كان لديها معيلات من الإناث دون وجود شريك، بينما كانت نسبة 4.3% من الأسر لديها معيلون من الذكور دون وجود شريكة وكانت نسبة 22.2% من غير العائلات. تألفت نسبة 20.6% من أصل جميع الأسر من عدة أفراد يعيشون في نفس المنزل ونسبة 10% كانت تتألف من شخص يعيش بمفرده يبلغ من العمر 65 عاماً أو أكثر. وبلغ متوسط حجم الأسرة المعيشية 3.08، أما متوسط حجم العائلات فبلغ 3.57.
بلغ العمر الوسطي للسكان 32.0 عاماً. وكانت نسبة 27.2% من القاطنين تحت سن الثامنة عشر، وكانت نسبة 9.2% بين الثامنة عشر والرابعة والعشرين عاماً، ونسبة 21.4% كانت واقعةً في الفئة العمرية ما بين الخامسة والعشرين والرابعة والأربعين عاماً، ونسبة 14.8% كانت ما بين الخامسة والأربعين والرابعة والستين، ونسبة 7.6% كانت ضمن فئة الخامسة والستين عاماً فما فوق. يوجد لكل 100 أنثى 89.1 ذكر، ويوجد لكل 100 أنثى في الثامنة عشر من عمرها فما فوق 80.6 ذكر.
بلغ متوسط دخل الأسرة في المدينة 28,183 دولارًا، أما متوسط دخل العائلة فبلغ 31,524 دولارًا. وكان متوسط دخل الذكور 29,156 دولارًا مقابل 18,324 دولارًا للإناث. وسجل دخل الفرد الخاص بالمدينة 10,707 دولارًا. وكانت نسبة 24% من العائلات ونسبة 26% من السكان تحت خط الفقر، وكان من هؤلاء نسبة 34.7% تحت سن الثامنة عشر ونسبة 17.6% في الخامسة والستين من العمر وما فوق.

### تعداد عام 2010
بلغ عدد سكان ديبول 4,776 نسمة بحسب تعداد عام 2010، وبلغ عدد الأسر 1,366 أسرة وعدد العائلات 1,073 عائلة مقيمة في المدينة. في حين سجلت الكثافة السكانية 366.3 نسمة لكل كيلومتر مربع (948.7/ميل2). وبلغ عدد الوحدات السكنية 1,554 وحدة بمتوسط كثافة قدره 119.2 لكل كيلومتر مربع (308.7/ميل2).
وتوزع التركيب العرقي للمدينة بنسبة 54.86% من البيض و20.52% من الأمريكيين الأفارقة و0.29% من الأمريكيين الأصليين و0.23% من الأمريكيين ذوي الأصول الآسيوية و21.90% من الأعراق الأخرى و2.20% من عرقين مختلطين أو أكثر و46.67% من الهسبانيون أو اللاتينيون من أي عرق.
بلغ عدد الأسر 1,366 أسرة كانت نسبة 49% منها لديها أطفال تحت سن الثامنة عشر تعيش معهم، وبلغت نسبة الأزواج القاطنين مع بعضهم البعض 49.6% من أصل المجموع الكلي للأسر، ونسبة 22.8% من الأسر كان لديها معيلات من الإناث دون وجود شريك، بينما كانت نسبة 6.1% من الأسر لديها معيلون من الذكور دون وجود شريكة وكانت نسبة 21.4% من غير العائلات. تألفت نسبة 19% من أصل جميع الأسر من عدة أفراد يعيشون في نفس المنزل ونسبة 8.9% كانت تتألف من شخص يعيش بمفرده يبلغ من العمر 65 عاماً أو أكثر. وبلغ متوسط حجم الأسرة المعيشية 3.07، أما متوسط حجم العائلات فبلغ 3.51.
بلغ العمر الوسطي للسكان 32.9 عاماً. وكانت نسبة 29.5% من القاطنين تحت سن الثامنة عشر، وكانت نسبة 9.1% بين الثامنة عشر والرابعة والعشرين عاماً، ونسبة 29.3% كانت واقعةً في الفئة العمرية ما بين الخامسة والعشرين والرابعة والأربعين عاماً، ونسبة 21.8% كانت ما بين الخامسة والأربعين والرابعة والستين، ونسبة 10.4% كانت ضمن فئة الخامسة والستين عاماً فما فوق. وتوزع التركيب الجنسي للسكان بنسبة 53% ذكور و47% إناث.

## أعلام
- ماك ميتشيل